# Tres eran tres
Tres eran tres va ser una sèrie de televisió escrita i dirigida per Jaime de Armiñán i emesa per Televisió Espanyola en la temporada 1972-1973.

## Argument
Elena, Paloma i Julia són tres germanes que, no obstant això, per avatars de la vida han viscut en llars separades i amb prou feines es coneixen. Els seus pares es van separar sent elles petites, i Elena es va quedar a viure amb la seva mare, Paloma amb el seu pare, i Julia va ser enviada a un internat a l'estranger. Les circumstàncies fan que, sent les tres ja adultes, es reuneixin a viure juntes a casa d'Elena, i al llarg de la sèrie es reflecteixen les seves desavinences, les seves baralles, les seves reconciliacions, les seves frustracions i aspiracions i, en definitiva, els llaços que tornen a mantenir-les unides.

## Repartiment
- Amparo Soler Leal, Elena
- Julieta Serrano, Paloma
- Emma Cohen, Julia
- Lola Gaos, Fuencisla
- Charo López, María
- Yolanda Ríos, Alicia
- José Vivó, Carrasco
- Joaquín Roa, Padre

## Premis
- TP d'Or 1973: Emma Cohen com Millor actriu nacional

## Curiositats
La relació sentimental que va unir Fernando Fernán Gómez i Emma Cohen durant 35 anys, va començar després de la participació de l'actor com a estrella convidada en un dels episodis de la sèrie.